# Peter Palese
Peter Palese (* 15. April 1944 in Linz) ist ein austro-amerikanischer Virologe.

## Leben
Peter Palese wurde als Sohn des langjährigen Linzer Apothekers Kurt Palese (1921–2010) geboren. Die Familie Palese gehörte zum niederen Adel von Österreich-Ungarn und führte bis zur Adelsaufhebung 1919 den Nachnamen "von Palese" und zusätzlich den Titel "Edler von Grettaberg".
Peter Palese studierte an der Universität Wien Pharmazie und Chemie und schloss mit einem Doktorat in Chemie 1969 und einem Diplom in Pharmazie 1970 ab. Sein Doktorvater war Hans Tuppy. Es folgte ein Postdoc am Roche Institute of Molecular Biology in Nutley, New Jersey.
1971 kam Peter Palese an die Mount Sinai School of Medicine und wurde in rascher Folge Assistant Professor (1971), Associate Professor (1974) und bereits mit 34 Jahren Professor für Mikrobiologie (1978), wo er seit 1987 auch die Position des Direktors des Departments for Microbiology bekleidet. Zwischendurch war Peter Palese 1976 Gastprofessor an der University of California.
Palese war von 2003 bis 2004 Präsident der Harvey Society und 2005 bis 2006 Präsident der American Society for Virology. Peter Palese ist Mitglied zahlreicher Evaluierungs- und Beratungsausschüsse, wie z. B. der NIAID Study Section Virology, Fachbeirat des Max-Planck Instituts für Biochemie oder Fachbeirat der FDA (Impfstoffe und verwandte biologische Produkte).

## Wirken
Peter Palese arbeitet primär an grundlegenden Fragen betreffend der Genetik und Biologie von Viren. Seine Arbeitsgruppe untersucht mit molekularen biologischen Mitteln den Mechanismus der viralen Vervielfältigung und wie Viren mit Zellen interagieren. Hauptschwerpunkte sind RNA-Viren, einschließlich Influenza, Paramyxo- und Corona-Viren (SARS).
Peter Palese hat mehr als 250 wissenschaftliche Originalbeiträge veröffentlicht (PubMed vom 5. Juni 2009) und ist einer der meistzitierten Virologen weltweit. Er ist Editor des Journal of Virology und Mitglied des Editorial Boards mehrerer anderer virologischer Zeitschriften.

## Auszeichnungen
Peter Palese erhielt für seine Arbeiten mehrere nationale und internationale Preise und Auszeichnungen, darunter den Gustav Stern Award (1980), den Howard Taylor Ricketts Award (2005), den Robert-Koch-Preis (2006) und die höchste wissenschaftliche Auszeichnung Österreichs, das Österreichische Ehrenzeichen für Wissenschaft und Kunst (2005). Im Jahr 2007 folgte die Wilhelm-Exner-Medaille des Österreichischen Gewerbevereins.
Peter Palese ist seit 1998 Fellow der American Association for the Advancement of Science und korrespondierendes Mitglied der Deutschen Gesellschaft für Virologie. 2000 folgte die Aufnahme als Fellow in der American Academy for Microbiology und die Wahl in die National Academy of Sciences. Im folgenden Jahr wurde er korrespondierendes Mitglied der Österreichischen Akademie der Wissenschaften und 2006 Mitglied der Deutschen Akademie der Naturforscher Leopoldina. Im selben Jahr erhielt Peter Palese die Ehrendoktorwürde der Mount Sinai School of Medicine. Ferner ist er seit 2014 Mitglied der American Academy of Arts and Sciences.